# Fiesta de firmado de claves

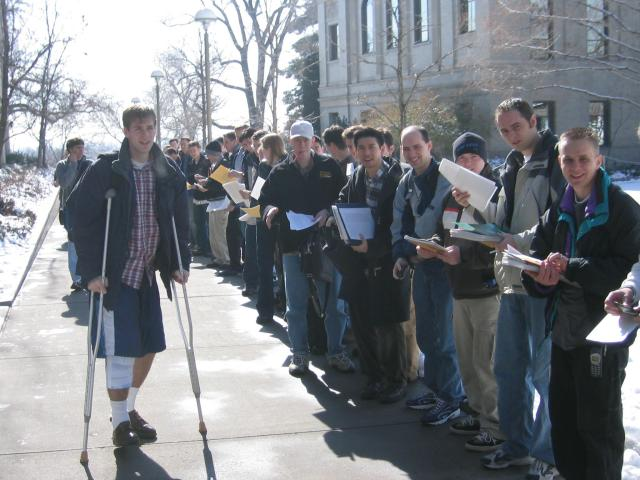
Participantes en una fiesta de firmado de claves, formando una larga fila para verificar la identidad de la otra persona antes de firmar su clave.

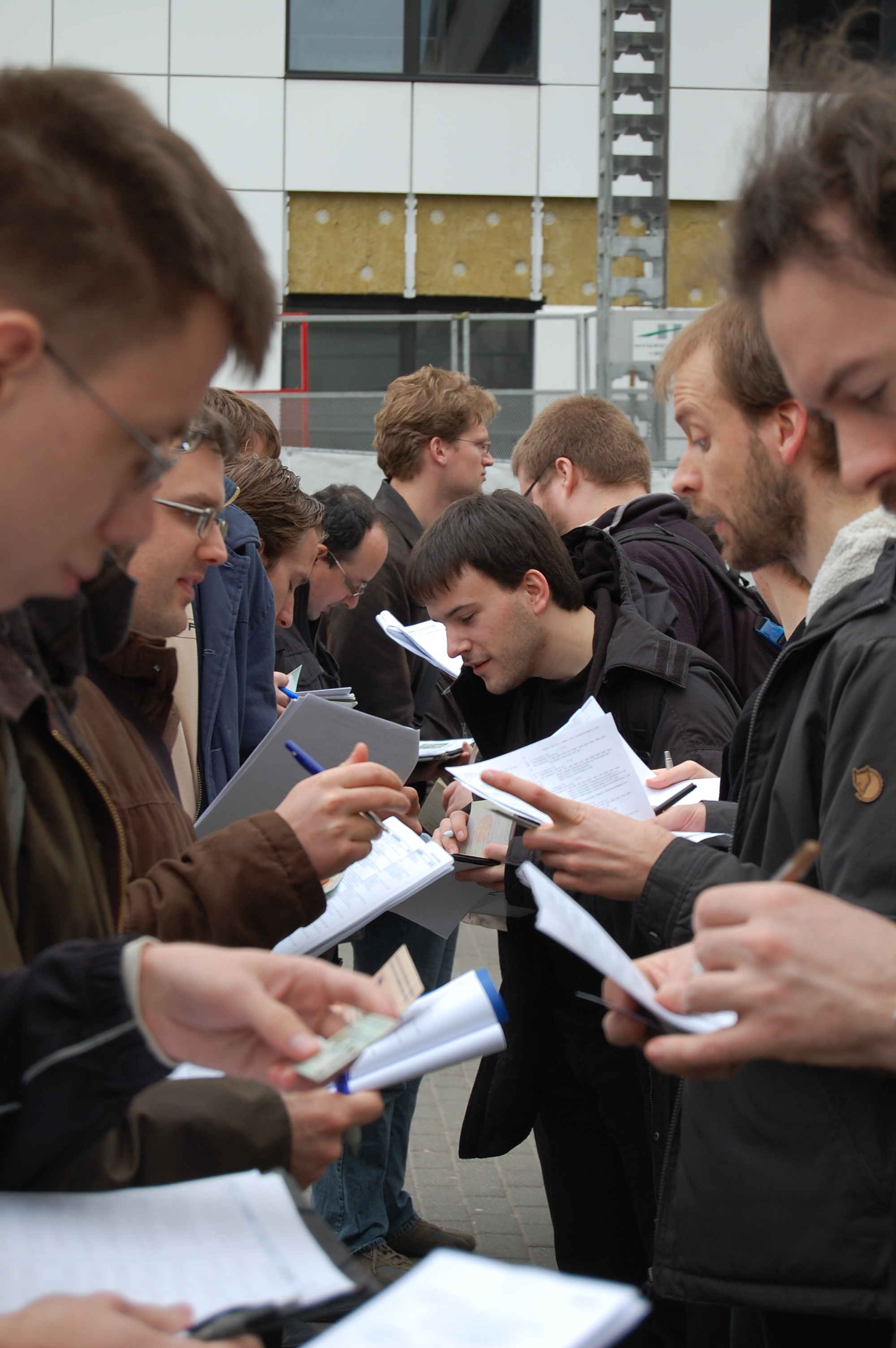
Fiesta de firmado de claves en frente del FOSDEM 2008.

En criptografía, una fiesta de firmado de claves, es un evento en el cual las personas presentan sus claves compatibles PGP a otros participantes en la fiesta, los cuales, si aceptan la identidad de la persona propietaria de la clave, procederán a firmar digitalmente el certificado PGP conteniendo la clave pública de la persona, su nombre, etc. Esta es una de las formas de dar fuerza a una red de confianza.
Aunque las claves PGP se usan generalmente en ordenadores personales para aplicaciones relacionadas con Internet, las fiestas de firmado de claves, no requieren la presencia de ordenadores ya que esto podría dar a adversarios la posibilidad de alterarlos para obtener información importante. En su lugar, los participantes escriben una cadena de caracteres y números, llamada huella digital pública, la cual representa su clave. La huella digital se crea usando una función hash criptográfica, la cual condensa la clave pública en una cadena que es más corta y manejable. Los participantes intercambian estas huellas digitales y en ese momento verifican la identidad de esa persona. Una vez terminada la fiesta, los participantes obtienen las claves públicas correspondientes a las personas de las que han verificado su identidad y las firman digitalmente.